# Brendan Fehr
Brendan Jacob Joel Fehr (ur. 29 października 1977 w New Westminster) – kanadyjski aktor. 
Odtwórca roli Michaela Guerina w serialu fantastycznonaukowym The WB Roswell: W kręgu tajemnic (Roswell, 1999–2002), za którą zdobył nominację do Teen Choice Awards (2000, 2002) i nagrody Saturn dla najlepszego aktora drugoplanowego w serialu, miniserialu lub filmie telewizyjnym (2001). Wystąpił w roli technika laboratoryjnego Dana Coopera w serialu kryminalnym CBS CSI: Kryminalne zagadki Miami (CSI: Miami, 2005–2008). Laureat Nagrody Gemini 2008 w kategorii najgorętsza kanadyjska gwiazda telewizyjna.

## Życiorys

### Wczesne lata
Urodził się w New Westminster w prowincji Kolumbii Brytyjskiej jako najmłodsze dziecko i jedyny syn Hildy i Jacoba Fehra, producenta jachtów i menedżerki w Stony Mountain Correctional Institute. Jego rodzina była pochodzenia niemieckiego i norweskiego. Jego rodzice rozwiedli się, gdy miał sześć lat. Ma dwie starsze rodzone siostry – Angelę i Shanę, oraz młodszą przyrodnią, Rachel. Nie marzył o zawodzie aktora, raczej miał zostać księgowym. Miał dwanaście lat, kiedy jego rodzina przeprowadziła się do Winnipeg, stolicy kanadyjskiej prowincji Manitoba, gdzie w 1995 ukończył Mennonite Brethren Collegiate Institute. 
Jako nastolatek grał w hokeja na lodzie, a także trenował narciarstwo i snowboard. Swoje umiejętności sportowe wykorzystał potem w melodramacie telewizyjnym ABC Family Na ostrzu 4: Ogień i lód (The Cutting Edge: Fire & Ice, 2010) w reżyserii Stephena Hereka z Francią Raisą w roli głównej, gdzie grał postać byłego gwiazdora łyżwiarstwa szybkiego Jamesa McKinseya.

### Kariera
W 1997 pracował jako model przy kampanii lokalnych katalogów mody i związał się z agencją Look Talent Management. Reklamował wyroby Levi’s, Calvina Kleina, domu mody Armaniego i dżinsów DKNY, a jego zdjęcia pojawiały się w magazynach. Jego menedżer Jim Sheasgreen zdobył dla niego rolę w serialu stacji UPN Szkoła na fali (Breaker High, 1997). 
Miał zostać nauczycielem University of Manitoba, jednak zmienił plany i podjął pracę na planie filmowym. W 1998 zagrał dwukrotnie u boku Cheryl Ladd w telewizyjnych dreszczowcach: Aniołeczki (Perfect Little Angels) i Największa obawa matki (Every Mother's Worst Fear). 
Pojawił się w teledyskach: „Stuck in a Moment You Can’t Get Out Of” (2001) zespołu U2, „Pretty Baby” (2002) Vanessy Carlton i „Ride” (2003) Redmana.
W 2005 był nominowany do nagrody Genie w kategorii „Najlepszy występ w roli drugoplanowej” za rolę Butcha w melodramacie Sugar (2004). 
W 2008 został uhonorowany nagrodą Kanadyjskiej Akademii Filmowej i Telewizyjnej Gemini Award w kategorii „Najgorętszy kanadyjski gwiazdor”.

## Życie prywatne
Został członkiem federacji żydowskiej Jewish Federation w Los Angeles. W latach 2001–2003 był związany z Majandrą Delfino, a w latach 2002-2003 spotykał się z Carly Pope. W lipcu 2006 ożenił się z Jennifer Rowley. Mają trzy córki: James Olivię (ur. 26 marca 2008), Ellison Jane (ur. 23 stycznia 2011) i Ondine Cardę Kitty (ur. 18 stycznia 2013). 

## Filmografia

### Filmy fabularne
- 1998: Hand jako Hart
- 1998: Grzeczny świat (Disturbing Behavior) jako Brendan – Motor Jock
- 1999: Dom Christiny (Christina's House) jako Eddie Duncan
- 2000: Oszukać przeznaczenie (Final Destination) jako George Waggner
- 2001: Zabij mnie później (Kill Me Later) jako Billy
- 2001: Straceni (The Forsaken) jako autostopowicz Nick
- 2002: U progu szaleństwa (Edge of Madness) jako Simon Herron
- 2002: Long Shot jako Danny
- 2003: Nemesis Game jako Dennis Reveni
- 2003: Pokonaj najszybszego (Biker Boyz) jako kaskader
- 2004: Sugar jako Butch
- 2004: Gwiazdeczka (Childstar) jako Chip Metzger
- 2005: Szalony weekend (The Long Weekend) jako Ed
- 2006: Comeback Season jako Paul
- 2006: The Fifth Patient jako Vince Gallow
- 2007: Piąty pacjent (The Fifth Patient) jako Vince Callow
- 2008: Po drugiej stronie torów (The Other Side of the Tracks) jako Josh Stevens
- 2010: Fort McCoy jako sierżant Dominic Rossi
- 2011: X-Men: Pierwsza klasa (X-Men: First Class) jako oficer ds. komunikacji, amerykański żołnierz na pokładzie statku Floty
- 2013: 13 Eerie jako Daniel
- 2014: Strażnicy Galaktyki (Guardians of the Galaxy) jako partner Rhomanna Deya
- 2019: Brotherhood jako Robert Butcher
- 2019: Córka wilka (Daughter of the Wolf) jako David Hackl
- 2020: Wander jako Nick Cassidy

### Filmy TV
- 1998: Aniołeczki (Perfect Little Angels) jako Mitch
- 1998: Największa obawa matki (Every Mother's Worst Fear) jako Alan
- 1999: Nasi chłopcy (Our Guys: Outrage at Glen Ridge) jako Barry Bennett
- 2010: Lodowe trzęsienie (Ice Quake) jako Michael Webster, geolog badającym wpływ krajobrazu Alaski
- 2010: Na ostrzu 4: Ogień i lód (The Cutting Edge: Fire and Ice) jako James McKinsey
- 2011: Świąteczny pocałunek (A Christmas Kiss) jako filantrop Adam Hughes
- 2012: Koszmarna adopcja (Adopting Terror) jako Kevin Anderson
- 2014: Dom tajemnic (House of Secrets) jako Tyler Jordan
- 2017: Miłość pod choinką (Wrapped Up in Christmas) jako Ryan McKee
- 2018: Zabawne Święta Bożego Narodzenia (Entertaining Christmas) jako John

### Seriale
- 1997: Szkoła na fali (Breaker High) jako Price Montague
- 1998: Night Man jako Eric
- 1998–1999: Millennium jako Kevin Galbraith / Nick Carfagna
- 1999: Nowe przygody Rodziny Addamsów (The New Addams Family) jako Sam Sedgewick
- 1999–2002: Roswell w kręgu tajemnic (Roswell) jako Michael Guerin
- 2005–2009: CSI: Kryminalne zagadki Miami (CSI: Miami) jako Dan Cooper
- 2008–2010: Kości jako brat Seele'ya Bootha
- 2010: CSI: Kryminalne zagadki Nowego Jorku (CSI: NY) jako Al Branson
- 2011–2012: Nikita jako Steven
- 2013: Longmire jako Greg Collette
- 2014–2017: Nocna zmiana (The Night Shift) jako dr Drew Alister
- 2016: Real Detective jako detektyw Mike Ciesynski
- 2016–2017: Zadzwoń do Saula (Better Call Saul) jako Bauer
- 2017: Wynonna Earp jako Ewan